# Nicolaus Höniger

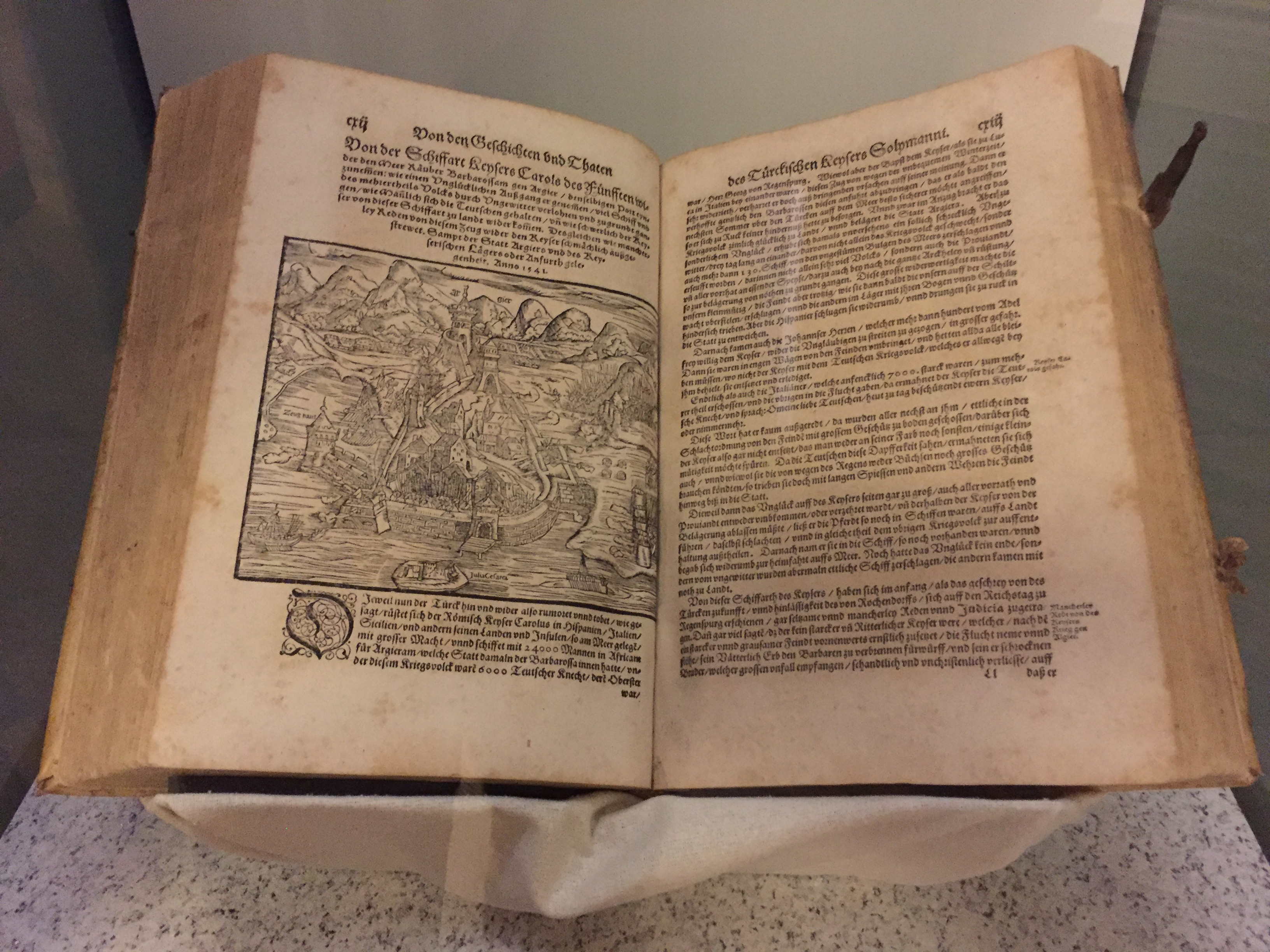
Türkische Chronik, Basel 1596

Nicolaus Höniger (* 1548 in Königshofen an der Tauber; † September 1598 in Haltingen) war 1570 bis 1582 Korrektor bei der Buchdruckerfamilie Petri, zuerst bei Heinrich, anschließend bei Sebastian Henricpetri.
Höniger wurde 1548 in Königshofen geboren, besuchte die Lateinschule in Rothenburg ob der Tauber, um dann am Pädagogium in Rostock das Gymnasium zu besuchen. Anschließend war er Schüler des  Mustergymnasiums in Straßburg.
1572/73 übersiedelte er nach Basel, um das Studium der Theologie aufzunehmen. Bereits bei der Immatrikulation war er Korrektor bei Heinrich Petri. Nach dem Studium übernahm er aber nicht sofort eine Pfarrstelle, sondern blieb nach eigener Aussage zwölf Jahre Korrektor im Druckhaus der Henricpetri.
1570 oder 1571 heiratete Höniger Elisabet Grasser, mit der er im Lauf der Ehe neun Kinder hatte. Er übernahm eine Pfarrstelle in Efringen-Kirchen, ab 1587 bis zu seinem Tod in Haltingen.
Höniger war nicht nur Korrektor, sondern auch Autor und Übersetzer, und so hat er in dieser Funktion eine ganze Reihe von Werken hinterlassen. Die zum Teil rasche Folge von Übersetzungen, die unter seinem Namen publiziert wurden, deutet darauf hin, dass er ein großer Arbeiter war und offenbar äußerst speditiv übersetzen konnte.

## Werke
- Antoine Geuffroy: Erste Theil, der Hoffhaltung des Türckhischen Keysers und Othomannischen Reichs, darinn nicht allein der Türckischen Ampt, Räthen, Bevelchs und Kriegsleuthen … Nammen, Dienst, Besoldunge … angezeigt: Sonder auch der Türcken Aberglauben, falsche Religion … Leben, Wesen, Sitten … beschrieben werden Ander Theil, Türckischer Geschichten und gedenckwirdiger Thaten, Kriegen, Schlachten, Siegen … die sich zwischen den Türcken unnd Christen vom jar M.D.XX. biss auff dieses gegenwertige M.D.XCVI. jare verloffen unnd zugetragen, in vier Bücher abgetheilt. Sebastian Henricpetri, Getruckt zu Basel 1596.

- Innocent Gentillet: Examen das ist, Ergründunge und widerlegunge Des Tridentinischen Conciliums: Darinnen alte Kirchen Historien, sampt die Lehr der alten Vaettern und Bischoeffen, darzu der uhralten Allgemeinen Concilien der ersten Christlichen Kirchen: Auch des Geistlichen unnd Keyserlichen Rechtens Constitutionen, Decret, Canonen und Satzunge gegen erstgemeldtem Concilio von Wort zu Wort gesetzt werden. durch Hulderichum Froelich, Getruckt zu Basel 1587.

- Nikolaus Höniger: Spiegel, Des Weltlichen Roemischen Bapsts darinn allein der eusserliche Gewalt, Pracht, Hoffart und Stoltz der Roemischen Baepsten, von jhrem Auffgang unnd Ursprung beschrieben würdt … Der erste Theil. Alles Mit sonderm fleisz, Muehe und Arbeit ausz vielen Geschichtschreibern … zusammen gezogen, und nach dem Lateinischen Speculo Romanorum Pontificum des Hochgelehrten Herrn D. Stephani Szegedini, mit weitleuffigern Historien auszgeführt, gerichtet. Ulrich Frölich, Basel 1586.

- Sebastian Franck: Chronick: Geschichte und Zeitbuch aller Nammhafftigsten und Gedechtnusswierdigsten Geystlichen und Weltlichen Sachen oder Handlungen von anbegin der Welt nach erschaffung des ersten Menschen, biss auff das gegenwertige jar Christi M.D.LXXXV. verlengt … Darinn beyde Gottes und der Welt lauff, Hendel, Art, Wort, Werck, Thun, Lassen, Wesen und Leben ersehen und begriffen wirdt … Summa, hierinn findestu gleich ein kurtzen Begriff, … der Chronickwierdigsten … Historien. Sebastian Henricpetri, Getruckt nach der Geburt unsers Herrn Christi 1585.

- Nikolaus Höniger: Chronik Geschichte und Zeitbuch aller nämmhafftigsten und gedechtnusswierdigsten geystlichen und weltlichen Sachen oder Handlungen von anbegin der Welt nach erschaffung des ersten Menschen bis auff das gegenwertigejar Christi M.D.LXXXV. verlengt … weylandt durch Sebastian Francken von Wörd … bis 1531 angefangen, jetzt aber durch Calonium Ghönneirum … gemehret. s.n., S.l. 1585.

- Erste Theil der Newenn Weldt und Indianischen Nidergängischen Königreichs, newe und wahrhaffte History, von allen Geschichten, Handlungen, Thaten, strengem und sträfflichem Regiment der Spanier gegen den Indianern. Sebastian Henricpetri, Getruckt zu Basel 1582.

- Africanischen Kriegs Beschreibung, sampt der Portugallesern schröcklichen Niderlag, die sich kurtz verschienen jaren verloffen, darinn zwen Mauritanische König, sampt König Sebastian auss Portugal, mit mehr dann 12000. Christen auff eynen Tag seind erschlagen, und uber 14000. gefangen worden. Dessgleichen Von Eroberung und Einnem[m]ung des Königreichs Portugals, durch König Philippum in Hispanien. Durch Nicolaum Höniger von Tauberkönigshofen, Getruckt zu Basel 1581.